# Kayden Harrack
Kayden Harrack (Ealing, 5 novembre 2003) è un calciatore grenadino con cittadinanza britannica, difensore del Dag & Red e della nazionale grenadina.

## Carriera

### Club
Ha giocato nelle giovanili di Brentford, Fulham e QPR.
Nel 2024 ha giocato nella quarta divisione inglese con il Morecambe, che dopo 15 presenze nella sessione invernale del calciomercato della stagione 2024-2025 l'ha ceduto ai londinesi del Dag & Red, militanti in quinta divisione.

### Nazionale
Ha esordito nel 2022 nella nazionale di Grenada.